# Płonina (Góry Krucze)
Płonina (niem. Palm Berg, 626 m n.p.m.) – szczyt w południowo-zachodniej Polsce, w południowej części Gór Kruczych (Góry Kamienne), w Sudetach Środkowych.
Zbudowany z permskich porfirów. Położony na południe od miejscowości Ulanowice (Lubawka).